# Casa Senhorial na Praça Comendador Luis António Infante Passanha, 20 a 22
A Casa Senhorial na Praça Comendador Luis António Infante Passanha, 20 a 22, também conhecida como Casa Verde, é um edifício histórico na vila de Ferreira do Alentejo, no Distrito de Beja, em Portugal.

## Descrição
Este edifício é uma típica casa apalaçada urbana, apresentando vários sinais da época em que foi construída, especialmente na decoração interior, com estuques e pinturas murais. A decoração terá sido provavelmente aplicada pelo artista setubalense João Eloy Amaral, que se destacou pelas suas pinturas de naturezas mortas.

## História
Este edifício foi construído durante uma fase de prosperidade económica no concelho de Ferreira do Alentejo, no século XIX, que permitiu às principais famílias a instalação de diversas casas apalaçadas no centro da vila. A maior parte dos palacetes foram instalados na zona do centro, onde se situavam as principais estruturas da vila, como sucedeu com a Casa Verde, que foi construída nos finais do século, nas proximidades da antiga câmara municipal e da igreja matriz.
O edifício foi depois modificado para servir como unidade de alojamento turístico, função que iniciou em 2003.

## Ligações Externas
- Casa Senhorial na Praça Comendador Luis António Infante Passanha, 20 a 22 na base de dados Ulysses da Direção-Geral do Património Cultural
- Casa Senhorial na Praça Comendador Luis António Infante Passanha, 20 a 22 na base de dados SIPA da Direção-Geral do Património Cultural
- «Fotografia da Casa Verde, no sítio electrónico PBase»
- «Página sobre a Casa Verde, no sítio electrónico da Câmara Municipal de Ferreira do Alentejo»